# برونو أمارو
برونو أمارو (بالبرتغالية: Bruno Amaro de Sousa Barros) هو لاعب كرة قدم برتغالي سابق، ولد في 17 فبراير 1983 في بينفايل في البرتغال. شارك مع منتخب البرتغال تحت 21 سنة لكرة القدم. أما مع النوادي، فقد لعب مع نادي أروكا ونادي أكاديميكا كويمبرا ونادي فيتوريا سيتوبال وناسيونال ماديرا.

## وصلات خارجية
- برونو أمارو على موقع قاعدة بيانات كرة القدم.إي يو (الإنجليزية)
- برونو أمارو على موقع Soccerway.com (الإنجليزية)
- برونو أمارو على موقع AS.com (الإسبانية)